# 納紹恩卡爾瓦內岩
72°19′S 1°56′W / 72.317°S 1.933°W
納紹恩卡爾瓦內岩，是南極洲的岩石，位於毛德皇后地的瑪塔公主海岸，處於納肖爾內特山以北3.7公里，挪威製圖師根據探險隊的測量和拍攝的空中照片繪入地圖，現時由南極條約體系管理。